# Jo Dalmolen
Johanna "Jo" Dalmolen (även "Jopie", gift van der Waals), född 7 september 1912 i Enschede, död 18 november 2008 i De Bilt, var en nederländsk friidrottare med löpgrenar som huvudgren. Dalmolen var nederländsk rekordhållare och blev medaljör vid damolympiaden 1934 och var en pionjär inom damidrott.

## Biografi
Jo Dalmolen föddes i Enschede i provinsen Overijssel i nordöstra Nederländerna. I ungdomstiden blev hon intresserad av friidrott och gick med i idrottsföreningen "Brunhilde" i Groningen.
Hon tävlade främst i kortdistanslöpning och i stafettlöpning. Hon tävlade även i flera landskamper (interlandwedstrijd) i det nederländska damlandslaget i friidrott.
1931 deltog Dalmolen i sin första klubblagstävling 17 maj i Groningen mellan "Brunhilde-Groningen", "UDI-Drachten" och "ADA-Amsterdam". Under tävlingen tog hon bronsplats i löpning 100 meter.
1932 deltog Dalmolen vid sin första internationella tävling 12 juni på Olympisch Stadion i Amsterdam, under tävlingen vann hon guldmedalj i stafettlöpning 4 x 100 m (med Jo Dalmolen, Cor Aalten, Bep du Mée och Tollien Schuurman). Segertiden blev också nytt nationsrekord.
Senare samma år deltog hon vid Olympiska sommarspelen i Los Angeles, under spelen slutade hon på en fjärde plats i stafettlöpning 4 x 100 meter (med Dalmolen som förste löpare, Cor Aalten, Bep du Mée och Tollien Schuurman).
1933 deltog hon i sin första landskamp i en tävling i Groningen 3 september med Nordtyskland där hon tog guldmedalj både i stafettlöpning 4 x100 m och svensk stafett (200-150-100-50 m) med Jo Dalmolen, Cor Aalten, Iet Martin och Tollien Schuurman i båda loppen.
1934 deltog Dalmolen i idrottstävlingen "Olympische Dag" 17 juni i Amsterdam. under tävlingen vann hon guldmedalj i stafettlöpning 4 x 100 m (med Jo Dalmolen som förste löpare, Cor Aalten, Iet Martin och Tollien Schuurman). Segertiden blev också nytt nationsrekord. Hon tävlade även i löpning 100 meter där hon slutade på en tredjeplats (efter Schuurman och Aalten). Under året låg hon på top-4 på årsbästa-listan på 100 m. Detta år hölls även de första nederländska mästerskapen (Nederlandse kampioenschappen atletiek) för damer i friidrott på klubbnivå (Clubkampioenschap vrouwen) där hennes förening "Brunhilde" blev mästare.
Senare samma år deltog Dalmolen vid den IV.e damolympiaden i London. Under idrottsspelen vann hon silvermedalj i stafettlöpning 4 x 100 meter (med Cor Aalten, Dalmolen som andre löpare, Agaath Doorgeest och Iet Martin). 
1935 deltog hon i en landskamp i Amsterdam 10 augusti med Belgien där hon tog silvermedalj i löpning 100 meter. Samma år blev hon uttagen till det nederländska olympialaget inför Sommar-OS i Berlin. Dalmolen deltog dock inte vid OS.
Senare gifte sig Dalmolen med J.J. van der Waals och drog sig tillbaka från tävlingslivet. Dalmolen dog i De Bilt i november 2008.